# Article 57 de la Constitution tunisienne de 1959
L'article 57 de la Constitution tunisienne de 1959 est le 57e des 78 articles de la Constitution tunisienne adoptée le 1er juin 1959.

## Texte révisé de 2002
« En cas de vacance du Président de la République pour cause de décès, de démission ou d'empêchement absolu, le Conseil constitutionnel se réunit immédiatement et constate la vacance définitive à la majorité absolue de ses membres. Il adresse une déclaration à ce sujet au président de la Chambre des conseillers et au président de la Chambre des députés qui est immédiatement investi des fonctions de la Présidence de l'État par intérim, pour une période variant entre quarante cinq jours au moins et soixante jours au plus. Si la vacance définitive coïncide avec la dissolution de la Chambre des députés, le président de la Chambre des conseillers est investi des fonctions de la Présidence de l'État par intérim et pour la même période.
Le président de la République par intérim prête le serment constitutionnel devant la Chambre des députés et la Chambre des conseillers réunis en séance commune et, le cas échéant, devant les deux bureaux des deux Chambres. Si la vacance définitive coïncide avec la dissolution de la Chambre des députés, le Président de la République par intérim prête le serment constitutionnel devant la Chambre des conseillers et, le cas échéant, devant son bureau.
Le Président de la République par intérim ne peut présenter sa candidature à la Présidence de la République même en cas de démission.
Le Président de la République par intérim exerce les attributions dévolues au Président de la République sans, toutefois, pouvoir recourir au référendum, démettre le gouvernement, dissoudre la chambre des députés ou prendre les mesures exceptionnelles prévues par l'article 46.
Il ne peut être procédé, au cours de la période de la présidence par intérim, ni à la modification de la constitution ni à la présentation d'une motion de censure contre le Gouvernement.
Durant cette même période des élections présidentielles sont organisées pour élire un nouveau Président de la République pour un mandat de cinq ans.
Le nouveau Président de la République peut dissoudre la chambre des députés et organiser des élections législatives anticipées conformément aux dispositions du deuxième alinéa de l'article 63. »

## Application
Le 7 novembre 1987, date de la déposition de Habib Bourguiba, c'est le Premier ministre Zine el-Abidine Ben Ali qui fait office de successeur constitutionnel du président de la République en raison de la vacance du poste, et ce jusqu'à la fin de la législature, alors prévue pour 1991. La Chambre des députés ayant été dissoute, le double scrutin est finalement avancé à avril 1989.
L'article 57 est à nouveau appliqué le 15 janvier 2011, à la suite du départ du président Ben Ali lors de la révolution. Le président de la Chambre des députés, Fouad Mebazaa, devient alors président par intérim pour une période comprise entre 45 et 90 jours, jusqu'à la tenue d'une présidentielle anticipée. Finalement, Mebazaa se maintient au pouvoir jusqu'en décembre 2011, une Assemblée constituante ayant été convoquée à la place du scrutin présidentiel.